# Informacja osobista

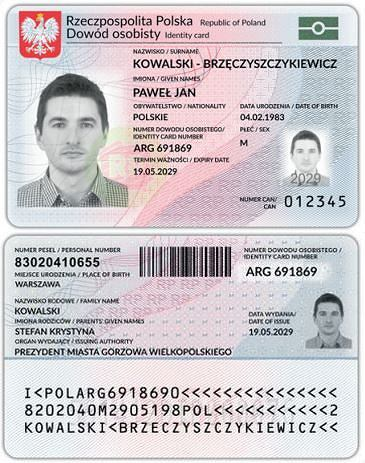
Dowód osobisty – dokument zawierający informacje osobiste

Informacja osobista – w podstawowym rozumieniu pojęcia są to wszystkie informacje dotyczące osoby fizycznej, określone lub nieokreślone na podstawie takich informacji, w tym jego nazwisko, imię, imię opiekuna, rok, miesiąc, i data urodzenia, adres, status rodzinny status społeczny, stan własności, wykształcenie, zawód, dochód, hasła społecznościowe do portali społecznościowych, dane paszportowe, numery telefonów, miejsce pracy i wszelkie inne informacje związane z tą osobą.
Są to również wszelkie informacje, jakie gromadzi użytkownik, np. różnego typu dokumenty (tekstowe, graficzne dźwiękowe), serwisy stron www czy korespondencja elektroniczna.

## Analiza pojęcia
Podczas analizy źródeł, można natknąć się na problem z definiowaniem takich pojęć jak “dane osobowe” (ang. personal data), “informacja osobowa” (ang. personal information). Problem stanowi różnica w naukowych definicjach “dane”, “informacja”, wraz z “wiedza” i “mądrość”. W języku potocznym, niepoprawnie są używane jako synonimy, szczególnie “informacja”, “dane”.
Dane – reprezentacja nieustrukturyzowanych, surowych faktów, które mogą być kształtowane i formowane by stworzyć informacje.
Informacja – dane, które zostały ukształtowane lub uformowane przez człowieka w istotną i użyteczną postać.
Przykładem omawianego problemu jest artykuł Jima Seamana “GDPR: The difference between Personally Identifiable Information (PII) and Personal Data”, dyrektora Centurion Consultancy Ltd, firmy która zajmuje się cyberbezpieczeństwem. W tym artykule pojęcie “informacja osobowa” jest wykorzystywane głównie w Ameryce Północnej, stosowane do wąskiego diapazonu danych jak: imię, nazwisko, adres, data urodzenia, numer ubezpieczenia społecznego, informacja finansowa (karty kredytowe lub rachunki bankowe). Pojęcie “dane osobowe” jest powszechnie coraz częściej używane oraz według GDPR ma zastosowanie w szerszym spektrum informacji, włączając wiadomości w sieciach społecznościowych, zdjęcia, preferencje życiowe, historia transakcji, IP-adres. Wszelkie informacje osobowe są danymi osobowymi, ale nie każde dane osobowe są informacją osobową. Ten błąd może być pomijany i niedostrzegany z faktu na drobne różnice. Ze strony technicznej pojęcie “dane osobowe” (“personal data”), jest równoległe do pojęcia “informacja osobowa” (“personal information”).
Podczas definiowania, analizy pojęcia “informacja prywatna” (“private information”), trzeba uwzględnić kolejne pojęcie – “prywatność” (“privacy”).
Prywatność – jakość lub stan bycia odrębnie od obserwacji; wolność przed nieuprawnionym wtargnięciem; dane pojęcie jest kluczowym w pracy, zarówno ze wspominanymi wyżej. Informację prywatną można rozłożyć na dwa zjawiska w postaci pojęć “informacja”, “prywatność”. W infologii dane tworzą informacje po ich ukształtowaniu. Tak samo jest tworzona informacja prywatna, na podstawie danych osobowych.

## Zarządzanie informacją osobistą
Przede wszystkim metody i narzędzia, które pozwalają zarządzać informacją osobistą, czyli organizowanie i wyszukiwanie informacji, które sam użytkownik zgromadził.
Pojęcie “zarządzania informacji osobistą” obejmuje zarówno praktyczną działalność, jak i badania zachowań użytkowników, którzy tworzą, gromadzą, przechowują, poszukują, wykorzystują i rozpowszechniają informacje niezbędne do realizacji zadania, oraz którzy pełnią określone role w życiu na przykład rolę rodzica, pracownika, przyjaciela, członka społeczeństwa.
Zarządzanie informacją personalną (Personal Information Management) analizuje sposoby pracy z zasobami informacyjnymi, takimi jak dokumenty elektroniczne i papierowe, strony internetowe, wiadomości e-mail. Zadaniem zarządzania wiedzą osobistą są kwestie związane z tworzeniem wiedzy, utrzymaniem i pracą operacyjną z nimi. Wiedza jest gromadzona przez człowieka w trakcie jego codziennych czynności. Mogą być powiązane z zasobami informacyjnymi lub dowolnymi koncepcjami, faktami lub pomysłami, które są ważne dla danej osoby.

## Badania w zakresie zarządzania informacją osobistą
Popularnym obszarem badań w zakresie zarządzania informacjami osobistymi jest podejście Semantic Desktop do porządkowania danych na komputerze osobistym. Zgodnie z tym podejściem, wszystkie rodzaje informacji przechowywanych w formacie cyfrowym – plik, wiadomość e-mail lub wydarzenie kalendarzowe – są uważane za zasoby RDF (Resource Description Framework) z unikalnym identyfikatorem. Połączenie tych zasobów tworzy przestrzeń informacyjną użytkownika. Systemy zarządzania informacjami osobistymi zbierają informacje z różnych źródeł, integrują je i udostępniają interfejsy do pracy z nimi.

## Korzyści umiejętnego zarządzania informacją
Korzyścią jaka wynika z umiejętnego zarządzania informacją personalną to przede wszystkim oszczędność czasu, pieniędzy, energii i wysiłku. Skutkuje to także podniesieniem komfortu pracy i jakości życia. Dla firm i organizacji odpowiednie zarządzanie informacją osobistą oznacza większą wydajność i lepszą pracę zespołową oraz efektywniejsze zarządzanie wiedzą i wykorzystywanie umiejętności pracowników. Naukowcy mogą aktywnie prowadzić prace badawcze ograniczając do minimum czas wyszukiwania relewantnych informacji.
Odpowiednie zarządzanie informacją pozwala w dużym stopniu zredukować negatywne skutki w dużej ilości danych oraz różnorodności formatów plików.
W zarządzaniu informacją ważne są dwa aspekty: dobra organizacja informacji oraz skuteczne systemy wyszukiwania.

## Techniki organizacji (zarządzania) informacji[1]
Pierwsza technika organizacji informacji jest grupowanie, które polega na przechowywaniu powiązanych ze sobą informacji w jednym miejscu. W tym celu można wykorzystać foldery przechowując w nich pliki utworzone w różnych aplikacjach. Druga technika – stosowanie metadanych.
Wyszukiwarki przeszukujący zasoby komputerów:
Problemy związane z wyszukiwaniem informacji na własnym komputerze powoli znikają dzięki pojawieniu się wyszukiwarek indeksujący zasoby komputera użytkownika, które pozwalają na szybkie zintegrowane wyszukiwanie zarówno według nazw plików, jak i ich zawartości.
Np.:
- Desktop Search Engines-DSE

- Copernic Desktop Search

- Yahoo! Desktop Search

- Windows Desktop Search